# Todd Cantwell
Todd Owen Cantwell (Dereham, Inglaterra, Reino Unido, 27 de febrero de 1998) es un futbolista inglés. Juega de centrocampista y su equipo es el Blackburn Rovers F. C. de la EFL Championship.

## Trayectoria
Cantwell se unió a las inferiores del Norwich City a la edad de 10 años. Debutó con el primer equipo del club en enero de 2018 contra el Chelsea en Stamford Bridge en un partido de la FA Cup; ese mismo mes fue enviado a préstamo al Fortuna Sittard por el resto de la temporada.
Renovó su contrato con el club al término de la temporada 2018-19. A comienzos de su primera temporada en la Premier League registró dos asistencias a Teemu Pukki en la victoria por 3-1 al Newcastle United.

## Selección nacional
Cantwell jugó un encuentro para la selección de Inglaterra sub-17 en julio de 2014 contra Islandia.

## Estadísticas
Actualizado al último partido disputado el 3 de mayo de 2025.
| Club                              | Div.          | Temporada     | Liga  | Liga  | Copas nacionales | Copas nacionales | Copas internacionales | Copas internacionales | Total | Total |
| Club                              | Div.          | Temporada     | Part. | Goles | Part.            | Goles            | Part.                 | Goles                 | Part. | Goles |
| --------------------------------- | ------------- | ------------- | ----- | ----- | ---------------- | ---------------- | --------------------- | --------------------- | ----- | ----- |
| Norwich City F. C. Inglaterra     | 2.ª           | 2017-18       | 0     | 0     | 1                | 0                | ―                     | ―                     | 1     | 0     |
| Fortuna Sittard · Países Bajos    | 2.ª           | 2017-18       | 10    | 2     | —                | —                | ―                     | ―                     | 10    | 2     |
| Fortuna Sittard · Países Bajos    | Total club    | Total club    | 10    | 2     | 0                | 0                | 0                     | 0                     | 10    | 2     |
| Norwich City F. C. Inglaterra     | 2.ª           | 2018-19       | 24    | 1     | 3                | 0                | ―                     | ―                     | 27    | 1     |
| Norwich City F. C. Inglaterra     | 1.ª           | 2019-20       | 37    | 6     | 3                | 1                | ―                     | ―                     | 40    | 7     |
| Norwich City F. C. Inglaterra     | 2.ª           | 2020-21       | 33    | 6     | 1                | 0                | ―                     | ―                     | 34    | 6     |
| Norwich City F. C. Inglaterra     | 1.ª           | 2021-22       | 8     | 0     | 0                | 0                | ―                     | ―                     | 8     | 0     |
| AFC Bournemouth Inglaterra        | 2.ª           | 2021-22       | 11    | 0     | 1                | 0                | ―                     | ―                     | 12    | 0     |
| AFC Bournemouth Inglaterra        | Total club    | Total club    | 11    | 0     | 1                | 0                | 0                     | 0                     | 12    | 0     |
| Norwich City F. C. Inglaterra     | 2.ª           | 2022-23       | 18    | 0     | 1                | 0                | ―                     | ―                     | 19    | 0     |
| Norwich City F. C. Inglaterra     | Total club    | Total club    | 120   | 13    | 9                | 1                | 0                     | 0                     | 129   | 14    |
| Rangers F. C. Escocia             | 1.ª           | 2022-23       | 16    | 6     | 4                | 0                | ―                     | ―                     | 20    | 6     |
| Rangers F. C. Escocia             | 1.ª           | 2023-24       | 30    | 7     | 6                | 0                | 8                     | 1                     | 44    | 8     |
| Rangers F. C. Escocia             | Total club    | Total club    | 46    | 13    | 10               | 0                | 8                     | 1                     | 64    | 14    |
| Blackburn Rovers F. C. Inglaterra | 2.ª           | 2024-25       | 37    | 3     | 2                | 0                | ―                     | ―                     | 39    | 3     |
| Blackburn Rovers F. C. Inglaterra | Total club    | Total club    | 37    | 3     | 2                | 0                | 0                     | 0                     | 39    | 3     |
| Total carrera                     | Total carrera | Total carrera | 224   | 31    | 22               | 1                | 8                     | 1                     | 254   | 33    |
| 1. 2.                             |               |               |       |       |                  |                  |                       |                       |       |       |

## Palmarés

### Títulos nacionales
| Título                     | Club               | País       | Año     |
| -------------------------- | ------------------ | ---------- | ------- |
| EFL Championship           | Norwich City F. C. | Inglaterra | 2018-19 |
| EFL Championship           | Norwich City F. C. | Inglaterra | 2020-21 |
| Copa de la Liga de Escocia | Rangers F. C.      | Escocia    | 2023-24 |